# تنبيه الغافلين (كتاب)
تنبيه الغافلين بأحاديث سيد الأنبياء والمرسلين أو (تنبيه الغافلين) مصنّف لأبي الليث نصر بن محمد بن أحمد بن إبراهيم السمرقندي المتوفى سنة 375 هجرية، وهو كتاب وعظ ورقاق وآداب، قال الزركلي في ترجمة السمرقندي: «له تصانيف نفيسة منها تنبيه الغافلين» مطبوع. وهو مجلد. أوله: (الحمد لله الذي هدانا لكتابه... إلخ). مرتب على: أربعة وتسعين باباً.

## نبذة عن المؤلف
قال الذهبي: أبو الليث، الإمام الفقيه المحدث الزاهد، أبو الليث، نصر بن محمد بن إبراهيم السمرقندي الحنفي، صاحب كتاب «تنبيه الغافلين» وله كتاب «الفتاوى». يروي عن: محمد بن الفضل بن أنيف البخاري وجماعة. وتروج عليه الأحاديث الموضوعة.

## سبب تصنيفه
ذكر المصنف في مقدمة كتابه هدفه من تصنيفه فقال: إني لما رأيت الواجب على من رزقه اللَّه تعالى المعرفة في الأدب والحظ في العلم والنظر بما نطق به كتاب اللَّه {ادْعُ إِلَى سَبِيلِ رَبِّكَ بِالحِكْمَةِ وَالمَوْعِظَةِ الحَسَنَةِ وَجَادِلْهُمْ} الآية، وبما وردت به السنة وهو ما روى عن عبد اللَّه بن مسعود أنه قال: «كان النبي صلى اللَّه عليه وعلى آله وصحبه وسلم يتخوّلنا بالموعظة أحياناً مخافة السآمة علينا»، جمعت في كتابي هذا شيئاً من الموعظة والحكمة شافياً للناظر فيه، ووصيتي له أن ينظر فيه بالتذكر والتفكر لنفسه أوّلاً، ثم بالاحتساب بالتذكير لغيره ثانياً، فإن اللَّه تعالى أمرنا بذلك كله والسنة وردت فيه.

## المآخذ على الكتاب
على الرغم من شهرة الكتاب في الرقاق والمواعظ؛ ولكنه قد تضمن بعض المآخذ ومن أبرزها وجود عدد كبير من الأحاديث الضعيفة والموضوعة. قال الذهبي في " تاريخ الإسلام " في ترجمته (حوادث 351 - 380): وفي كتاب " تنبيه الغافلين موضوعات كثيرة". وقال أبو الفضل الغماري: وكتاب "تنبيه الغافلين " يشتمل على أحاديث ضعيفة وموضوعة، فلا ينبغي قراءته للعامة لا يعرفون صحيحه من موضوعه.وقال الشيخ ابن عثيمين: "وأما كتاب "تنبيه الغافلين" فهو كتاب وعظ، وغالب كتب الوعظ يكون فيها الضعيف، وربما الموضوع، ويكون فيها حكايات غير صحيحة، يريد المؤلفون بها أن يرققوا القلوب، وأن يبكوا العيون، ولكن هذا ليس بطريق سديد؛ لأن فيما جاء في كتاب الله تعالى وصح عن رسول الله - صلى الله عليه وسلم - من المواعظ كفاية، ولا ينبغي أن يُوعظ الناسُ بأشياء غير صحيحة، سواء نسبت إلى الرسول - صلى الله عليه وسلم -، أو نسبت إلى قوم صالحين قد يكونون أخطأوا فيما ذهبوا إليه من الأقوال أو الأعمال. والكتاب فيه أشياء لا بأس بها، ومع ذلك فإني لا أنصح أن يقرأه إلا شخص عنده علم وفهم وتمييز بين الصحيح والضعيف والموقوف.

## مقالات ذات صلة
- أبو الليث السمرقندي.
- الآداب الإسلامية
- الآداب الشرعية
- إحياء علوم الدين

## وصلات خارجية
- كتاب كشف الظنون عن أسامي الكتب والفنون